# Wessin
Wessin – dzielnica miasta Crivitz w Niemczech, w kraju związkowym Meklemburgia-Pomorze Przednie, w powiecie Ludwigslust-Parchim, w urzędzie Crivitz.
Do 31 grudnia 2010 Wessin był gminą.